# Wolfgang Mair
Wolfgang Mario Mair (Lienz, 17 febbraio 1980) è un ex calciatore austriaco, di ruolo attaccante.

## Statistiche

### Cronologia presenze e reti in Nazionale
| Cronologia completa delle presenze e delle reti in nazionale ― Austria | Cronologia completa delle presenze e delle reti in nazionale ― Austria | Cronologia completa delle presenze e delle reti in nazionale ― Austria | Cronologia completa delle presenze e delle reti in nazionale ― Austria | Cronologia completa delle presenze e delle reti in nazionale ― Austria | Cronologia completa delle presenze e delle reti in nazionale ― Austria | Cronologia completa delle presenze e delle reti in nazionale ― Austria | Cronologia completa delle presenze e delle reti in nazionale ― Austria |
| Data                                                                   | Città                                                                  | In casa                                                                | Risultato                                                              | Ospiti                                                                 | Competizione                                                           | Reti                                                                   | Note                                                                   |
| ---------------------------------------------------------------------- | ---------------------------------------------------------------------- | ---------------------------------------------------------------------- | ---------------------------------------------------------------------- | ---------------------------------------------------------------------- | ---------------------------------------------------------------------- | ---------------------------------------------------------------------- | ---------------------------------------------------------------------- |
| 09/02/2005                                                             | Limassol                                                               | Austria                                                                | 1 – 1                                                                  | Lettonia                                                               | Cyprus International Tournament                                        | -                                                                      | 86’                                                                    |
| 26/03/2005                                                             | Cardiff                                                                | Galles                                                                 | 0 – 2                                                                  | Austria                                                                | Qual. Mondiali 2006                                                    | -                                                                      | 87’                                                                    |
| 30/03/2005                                                             | Vienna                                                                 | Austria                                                                | 1 – 0                                                                  | Galles                                                                 | Qual. Mondiali 2006                                                    | -                                                                      | 78’                                                                    |
| Totale                                                                 |                                                                        | Presenze                                                               | 3                                                                      |                                                                        | Reti                                                                   | 0                                                                      |                                                                        |